# Emiliano Piedra Miana
Emiliano Piedra Miana (Madrid, 1931 - ibídem, 28 d'agost de 1991) va ser un productor i distribuïdor cinematogràfic espanyol, casat amb l'actriu Emma Penella (1931-2007).

## Trajectòria
La seva primera gran empresa com a productor és la pel·lícula Campanades a mitjanit, dirigida el 1965 per Orson Welles. Finalitzades les dotze setmanes previstes per al rodatge, aconsegueix els contractes i els crèdits necessaris per a rodar altres vuit setmanes i que Welles pugui acabar-la al seu gust.
També és responsable de les adaptacions cinematogràfiques de Fortunata y Jacinta (Angelino Fons, 1970) i de La Regenta (Gonzalo Suárez, 1974), totes dues protagonitzades per la seva esposa, així com de la trilogia musical que uneix a Carlos Saura i Antonio Gades en Bodas de sangre (1981), Carmen (1983) i El amor brujo (1986).
Dedica els seus últims anys a l'ambiciosa adaptació televisiva d' El Quijote de Miguel de Cervantes, amb Fernando Rey i Alfredo Landa en els papers principals i Manuel Gutiérrez Aragón en la direcció. Mor pocs mesos abans de la seva estrena.
El seu nebot és el també productor Emiliano Otegui Piedra (1954), present en la filmografia de Alejandro Amenábar i José Luis Cuerda.
Amb Emma Penella tindria tres filles: Emma, Lola i Emiliana.
Va morir víctima del càncer als 60 anys el 28 d'agost de 1991.

## Premis
- Premi BAFTA a la millor pel·lícula de parla no anglesa per Carmen (1984).
- Premi Goya d'Honor a la trajectòria artística, a títol pòstum (1992).[3]
- Nominació a l'Óscar de Hollywood a la millor pel·lícula de parla no anglesa per Carmen (1984).